# Municipio de West Nottingham
El municipio de West Nottingham (en inglés: West Nottingham Township) es un municipio ubicado en el condado de Chester en el estado estadounidense de Pensilvania. En el año 2000 tenía una población de 2634 habitantes y una densidad poblacional de 73,3 personas por km².

## Geografía
El municipio de West Nottingham se encuentra ubicado en las coordenadas 39°44′56″N 75°59′44″O / 39.74889, -75.99556.

## Demografía
Según la Oficina del Censo en 2000 los ingresos medios por hogar en la localidad eran de $45 142 y los ingresos medios por familia eran de $49 630. Los hombres tenían unos ingresos medios de $33 450 frente a los $23 406 para las mujeres. La renta per cápita de la localidad era de $17 975. Alrededor del 5,0% de la población estaba por debajo del umbral de pobreza.